# Unionidae
Unionidae су породица слатководних шкољки, највећи у реду Unionoida су мекушци понекад познати као речне шкољке, или једноставно као униониде.
Распрострањеност ове породице је широм света, али најразличитије врсте живе у Северној Америци, са око 297 признатом таксона, Поред тога у Кини и југоисточној Азији такође живи различити примерци ове породице.
Слатководне шкољке заузимају широк спектар станишта, али најчешће заузимају екосистем копнених текућих вода, тј. реке и потоци.

## Родови
| Нашироко распрострањен - Род Anodonta - Род Potomida - Род Unio Африка - Род Brazzaea - Род Coelatura - Род Germainaia - Род Grandidieria - Род Mweruella - Род Nitia - Род Nyassunio - Род Prisodontopsis - Род Pseudospatha Централна Америка и Мексико - Род Arotonaias - Род Barynaias - Род Cyrtonaias - Род Delphinonaias - Род Disconaias - Род Friersonia - Род Martensnaias - Род Micronaias - Род Nephritica - Род Nephronaias - Род Pachynaias - Род Popenaias - Род Psoronaias - Род Psorula - Род Reticulatus - Род Sphenonaias | Источна Азија - Род Aculamprotula - Род Acuticosta - Род Anemina - Род Arconaia - Род Caudiculatus - Род Chamberlainia - Род Contradens - Род Cristaria - Род Ctenodesma - Род Cuneopsis - Род Discomya - Род Elongaria - Род Ensidens - Род Harmandia - Род Hyriopsis - Род Inversidens - Род Inversiunio - Род Lamprotula - Род Lanceolaria - Род Lepidodesma - Род Modellnaia - Род Nodularia - Род Oxynaia - Род Physunio - Род Pilsbryoconcha - Род Pressidens - Род Prohyriopsis - Род Pronodularia - Род Protunio - Род Pseudobaphia - Род Pseudodon - Род Ptychorhynchus - Род Rectidens - Род Rhombuniopsis - Род Scabies | - Род Schepmania - Род Schistodesmus - Род Simpsonella - Род Sinanodonta - Род Solenaia - Род Unionetta Европа - Род Microcondylaea - Род Pseudanodonta Индија - Род Arcidopsis - Род Lamellidens - Род Parreysia - Род Radiatula - Род Trapezoideus Блиски исток - Род Leguminaia - Род Pseudodontopsis Нова Гвинеја - Род Haasodonta Северна Америка - Род Actinonaias - Род Alasmidonta - Род Amblema - Род Anodontoides - Род Arcidens - Род Cyprogenia - Род Dromus - Род Ellipsaria - Род Elliptio | - Род Elliptoideus - Род Epioblasma - Род Fusconaia - Род Glebula - Род Gonidea - Род Hamiota - Род Hemistena - Род Lampsilis - Род Lasmigona - Род Lemiox - Род Leptodea - Род Ligumia - Род Medionidus - Род Megalonaias - Род Obliquaria - Род Obovaria - Род Pegias - Род Plectomerus - Род Plethobasus - Род Pleurobema - Род Pleuronaia - Род Potamilus - Род Ptychobranchus - Род Pyganodon - Род Quadrula - Род Reginaia - Род Rotundaria - Род Simpsonaias - Род Strophitus - Род Theliderma - Род Toxolasma - Род Truncilla - Род Uniomerus - Род Utterbackia - Род Venustaconcha - Род Villosa |